# Clamart VB
Clamart VB i Clamart, Frankrike är volleybollssektionen av CSM Clamart. Verksamheten startade 1942 och klubben hade tidigt verksamhet på både dam- och herrsidan. Herrsidan var den som först nåde nationella framgångar då de tämligen omgående nådde näst högsta serien, medan damlaget nådde nästa högsta serien i mitten av 1960-talet. De bägge lagen vann nästa högsta serien och kvalificerade sig både för respektive högsta serie 1975.
I högsta serien nådde herrlaget som bäst en andraplats 1980 innan de 1984 åkte ur serien. Damlaget var mer framgångsrikt och vann 1981-1986 högsta serien och därmed franska mästerskapet sex år i rad. De vann dessutom de två första upplagorna av Coupe de France. Laget hölls sig kvar i högsta serien fram till 2003, då de lämnade den av ekonomiska skäl. Sedan de lämnat högsta serien har både dam- och herrlaget hållit sig i skiktet alldeles under eliten.